# 1370-es évek
Évszázadok: 13. század · 14. század · 15. század
Évtizedek: 1320-as évek · 1330-as évek · 1340-es évek · 1350-es évek · 1360-as évek · 1370-es évek · 1380-as évek · 1390-es évek · 1400-as évek · 1410-es évek · 1420-as évek
Évek: 1370 · 1371 · 1372 · 1373 · 1374 · 1375 · 1376 · 1377 · 1378 · 1379

## A világ vezetői
- I. Lajos magyar király (Magyar Királyság) (1342–1382† )